# Didier Motchane
Pour les articles homonymes, voir Motchane.
Didier Motchane est un haut fonctionnaire et un homme politique français, né le 17 septembre 1931 dans le 16e arrondissement de Paris et mort le 29 octobre 2017 à Montreuil.
Il est en 1965 un des fondateurs du Centre d'études, de recherches et d'éducation socialiste (CERES), aile gauche du Parti socialiste pendant de nombreuses années.

## Biographie

### Jeunesse et études
Fils de l'industriel et mathématicien Léon Motchane, Didier Motchane, né Motschan, est le frère de Jean-Loup Motchane. Il est licencié ès lettres, diplômé d'études supérieures en histoire, diplômé de l'Institut d'études politiques (promotion 1952) et ancien élève de l'ENA (1954-1956).

### Parcours politique
Il est sympathisant, dans sa jeunesse d'un groupuscule gaulliste de gauche et pro-Algérie française dénommé Patrie et Progrès ; il rencontre ensuite Jean-Pierre Chevènement. Avec lui et quelques camarades (Pierre Guidoni, Alain Gomez, Jacques Vidal), il fonde fin 1965 le CERES qui sera, pendant plus de 20 ans, l'aile gauche de la social-démocratie française.
Les militants du CERES adhèrent quelques mois plus tard à la vieillissante SFIO (dans la 14e section de Paris) et sont rejoints par d'autres militants dont Georges Sarre.
Didier Motchane a été successivement secrétaire international (pour le tiers-monde), à la formation puis à l'action culturelle du Parti socialiste dont il est un des fondateurs en juin 1971 (au congrès d'Épinay). Il est aussi à l'origine du logotype du PS, la rose au poing.
Il a utilisé pour signer ses articles le pseudonyme Jean Dragon.
Il siège au Parlement européen de 1979 à 1989. En 1993, il quitte le PS et participe à la création du Mouvement des citoyens, devenu en 2003 le Mouvement républicain et citoyen.
Il a créé et animé successivement Les Cahiers du CERES, puis les revues Frontière, Repères, NON et Enjeu.
Lors de l'élection présidentielle française de 2012, il apporte son soutien au candidat du Front de gauche, Jean-Luc Mélenchon.
Il meurt le 29 octobre 2017 des suites d'un cancer à Montreuil.
Il est inhumé au cimetière de Bures-sur-Yvette (Essonne).

### Vie privée
Didier Motchane a eu trois fils. En 2006, il épouse en troisièmes noces la cinéaste Dominique Cabrera, avec laquelle il vivra jusqu'à sa mort. Son film Demain et encore demain retrace le début de leur histoire d'amour. Dominique Cabrera filme dans Un Mensch la disparition de son mari des suites de son cancer.

## Ouvrages
- Clés pour le socialisme (1973)
- Un atlantisme à la Charentaise (1992)
- Voyage imaginaire à travers les mots du siècle (2010)
- Les Années Mitterrand (2011)
- Sous le pseudonyme collectif de Jacques Mandrin :
  - L'Énarchie ou les mandarins de la société bourgeoise (1968), avec Jean-Pierre Chevènement et Alain Gomez
  - Socialisme ou social-médiocratie ? (1969), avec Jean-Pierre Chevènement et Alain Gomez
  - Le Socialisme et la France, avec Jean-Pierre Chevènement et Pierre Guidoni (1983)

## Pour approfondir